# Trygve Nagell

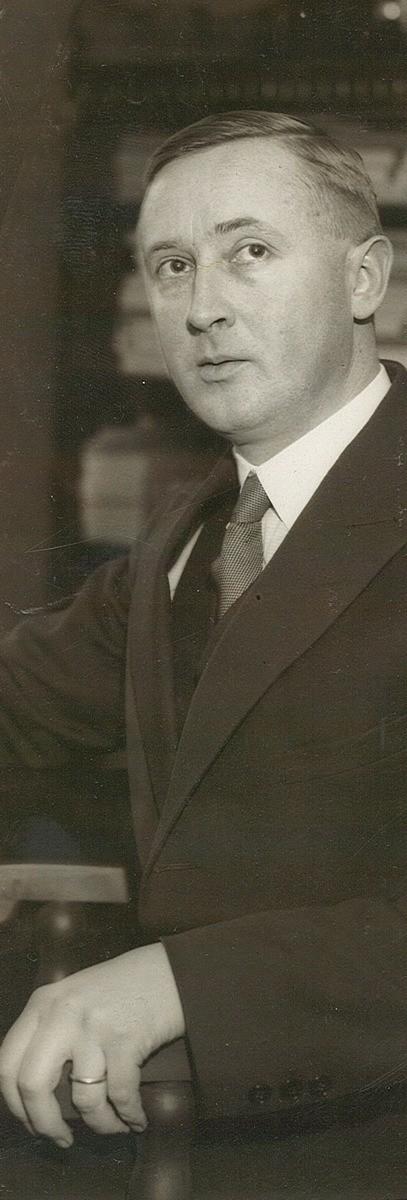
Trygve Nagell på 1930-talet.

Trygve Nagell, ursprungligen Nagel, född 13 juli 1895 i Oslo, död 24 januari 1988 i Uppsala, var en norsk-svensk matematiker och professor vid Uppsala universitet. Nagell är speciellt känd för sina arbeten rörande diofantiska ekvationer inom talteorin.

## Biografi
Efter avslutad skolutbildning 1914 vid Kristiania katedralskole studerade Nagell vid Universitetet i Oslo. Han avlade matematisk-naturvetenskaplig ämbetsexamen med matematik som vudområde 1920. Han fortsatte med forskningsarbeten inom matematik för Axel Thue och 1926 erhöll han doktorsgraden med avhandlingen Solution complète de quelques équations cubiques à deux indéterminées. Mellan 1921 och 1928 var han universitetsstipendiat och gjorde härvid flera resor till utlandet. 1930 utnämndes han till dosent i matematik vid Universitetet i Oslo och 1931 utsågs han till professor vid i matematik vid Uppsala universitet. Han blev svensk medborgare samma år. Han uppbar professuren fram till sin pensionering 1962. Under andra världskriget förestod han det norska gymnasiet i Uppsala och han var medlem av examenskommissionen för norska studenter i Sverige.
Hans främsta forskningsområde var talteori.

## Utmärkelser
Nagell invaldes 1925 som ledamot i den Norska Vetenskapsakademien och 1943 som ledamot av  Kungliga Vetenskapsakademien i Sverige.
För sina insatser under kriget tilldelades han Haakon VII:s frihetskors 1947 och utnämndes till kommendör av Sankt Olavs orden 1951 och av svenska Nordstjärneorden 1952. Samma år blev han invald i Det Kongelige Norske Videnskabers Selskab i Trondheim. Han utnämndes 1956 till hedersdoktor vid Uppsala universitet.

## Familj
Nagell var son till kontorschefen Otto Fredrik Wilhelm Nagell (1869–1958) och Marie Olsen (1870–1942). Han gifte sig 1930 i Bologna med den italienska filosofie doktorn Bianca Guiduzzi (1905–) och var därefter från 1943 till 1959 gift med den svenska apotekardottern Anna Lisa Lundevall (1908–1998).